# Néphrectomie

Néphrectomie totale.

La néphrectomie (du grec ancien νεφρός, rein, et τομαῖος, coupé) est l'ablation chirurgicale d'un rein.

## Indications
Cancers : carcinome à cellules claires (également appelé hypernéphrome ou tumeur de Grawitz), oncocytome (le plus souvent bénin), angiomyolipome, métastase d'un autre cancer, carcinome à cellules transitionnelles, etc.
Maladie acquise : tuberculose, pyonéphrose destructrice, etc.
Maladie congénitale, métabolique : oxalose, polykystose hépatorénale, multikystose congénitale, etc.
Infections urinaires chronique (patient avec insuffisance rénale au stade terminal)

## Techniques
Laparotomie : le plus souvent par lombotomie (ouverture latérale en dessous de la 12e côte) ou plus rarement par abord antérieur (ouverture abdominale)
Laparoscopie : Passage latéralement entre le péritoine et la face antérieure du rein. Après dissection et décrochage du rein, sortie par une petite incision.
Extraction par voie vaginale : incision au fond du vagin pour accéder à l'intérieur de l'abdomen ; cette technique est mise en œuvre par une équipe des Hospices civils de Lyon en 2010,.

## Particularités
Néphrectomie partielle : la néphrectomie partielle (on n'enlève que la partie malade) est de plus en plus pratiquée afin de préserver la fonction rénale des patients. Les tumeurs de moins de 4 cm sont électivement retirées en préservant le reste du rein. En revanche, pour les tumeurs plus grosses, la néphrectomie partielle est discutée en fonction des antécédents du patient et de son risque évolutif en termes d'insuffisance rénale.
Néphrectomie totale ou élargie : on enlève tout le rein.
Néphro-urétérectomie : le rein et l'uretère (canal qui conduit l'urine du rein à la vessie) sont retirés. Cette intervention est réalisée lorsque la tumeur ne concerne pas le parenchyme du rein mais la voie excrétrice elle-même. Il s'agit d'un carcinome urothélial.
Néphrectomie bilatérale : ablation des deux reins en même temps